# Magma
För andra betydelser, se Magma (olika betydelser).

Snitt genom en vulkan, magma är markerad med nummer 1

Magma (från grekiska för "salva" eller "knådad massa") består oftast av smält bergartsmassa blandat med gaser och kristaller. Bergarter kan aldrig smälta totalt så magma kan därför aldrig bestå av endast smält material.
Magma kan bildas genom att bergarter i den lägre delen av jordskorpan eller den övre delen av manteln, astenosfären, smälter då de utsätts för högt tryck och hög temperatur. Då magma tränger upp ur jordskorpan genom ett vulkanutbrott eller när en vulkan bildas kallas den lava och sedan den stelnat bildar magman en eruptiv magmatisk bergart. Magmatiska bergarter kan även bildas genom att magman stelnar under jord till en intrusiv magmatisk bergart.

## Sammansättning och bildning
En anatektisk magma blir till genom att äldre bergarter smälts ner, när en sådan magma stelnar blir det en anatektisk bergart.
Magmor kan delas in i sura och basiska. Naturligtvis är detta en grov indelning och hela skalan mellan dessa är vanlig. Sura magmor är trögflytande och basiska ibland mycket lättflytande.[källa behövs]
Huruvida en magma är basisk eller sur beror på i vilken geologisk miljö den har bildats.[källa behövs]

### Sura magmor
Sura magmor har hög kiselhalt (ca 70 %) och bildar bergarter som huvudsakligen är uppbyggda av kvarts, kalifältspat, plagioklas men också består av mindre mängder biotit eller amfibol.[källa behövs]
En sur magma bildas av att kontinental jordskorpa vid subduktionszoner smälter i samband med att havsplattan tränger in under den kontinentala plattan. Exempel på detta är Anderna.[källa behövs]

### Basiska magmor
Basiska magmor har en låg kiselhalt (ca 51 %) och består till stor del av plagioklas, pyroxen, en mindre mängd olivin och mycket lite eller ingen kvarts. 
En basisk magma bildas genom partiell uppsmältning av manteln längs riftzoner på havsbottnen, exempelvis den mittatlantiska ryggen eller vid hetfläckar (hotspots) exempelvis Hawaii.[källa behövs]